# Sammy Davis Jr.
Samuel George „Sammy” Davis Jr. (ur. 8 grudnia 1925 w Nowym Jorku, zm. 16 maja 1990 w Beverly Hills) – amerykański muzyk, piosenkarz, tancerz, aktor, artysta wodewilu i komik, którego nazywano „największym artystą, jaki kiedykolwiek pojawił się na scenie w Stanach Zjednoczonych”.

## Życiorys
Urodził się w nowojorskim Harlemie na Manhattanie jako syn afroamerykańskiego artysty Samuela George’a Davisa „Sammy’ego” Seniora i tancerki Elvery Sanchez. W wieku trzech lat zadebiutował na scenie występując z Holiday in Dixieland, trupą wodewilową z udziałem jego ojca i prowadzoną przez wuja Willa Mastina. Występy zdobyły fenomenalną popularność wśród publiczności i wkrótce zmieniono nazwę zespołu Will Mastin’s Gang Featuring Little Sammy. W wieku siedmiu lat Davis zadebiutował na ekranie w komedii muzycznej Rufus Jones for President (1933) z Ethel Waters, a później otrzymał lekcje stepowania u Billa „Bojanglesa” Robinsona. W 1941 Mastin Gang występował w Michigan Theater w centrum Detroit w Michigan, gdzie Davis po raz pierwszy spotkał Franka Sinatrę – był to początek przyjaźni na całe życie.
W 1943, mając osiemnaście lat Davis wstąpił do United States Army, gdzie nieustannie walczył z rasizmem. Po powrocie ze służby w 1945 grupa została przemianowana na Will Mastin Trio. Trzy lata później Will Mastin Trio występowało z Mickeyem Rooneyem, a na początku następnej dekady m.in. w nowojorskim klubie Capitol i Ciro’s w Hollywood. W 1952 na zaproszenie Sinatry zagrali także na nowo zintegrowanej Copacabanie, a potem w programie ABC Three for the Road—with the Will Mastin Trio (1953).
W 1954 Davis podpisał kontrakt z Deccą, zdobywając szczyty list przebojów swoim debiutanckim albumem Starring Sammy Davis Jr.. W tym samym roku stracił lewe oko w głośnym wypadku samochodowym, ale po powrocie na scenę na początku 1955 został powitany z jeszcze większym entuzjazmem niż wcześniej dzięki serii hitów, w tym „Something’s Gotta Give”, „Love Me or Leave Me” i „That Old Black Magic”. Rok później Davis zadebiutował na Broadwayu jako Charlie Welch w musicalu Mr. Wonderful (1956) z Chitą Riverą, występując w ponad 400 przedstawieniach i zapoczątkował hit piosenką „Too Close for Comfort”.
Powrócił na kinowy ekran w roli Danny’ego Johnsona w dramacie Anna Lucasta (1958) u boku Earthy Kitt, a rok później wystąpił jako Sportin' Life w ekranizacji opery George’a Gershwina Porgy i Bess (Porgy and Bess, 1959) w reżyserii Ottona Premingera i Roubena Mamouliana. W 1959 został członkiem założycielem Rat Pack, luźnej konfederacji współpracowników Sinatry (w tym również Dean Martin, Peter Lawford i Joey Bishop), która zaczęła regularnie występować razem w kasynie Sands w Las Vegas. W 1960 wystąpili w komedii kryminalnej Lewisa Milestone’a Ryzykowna gra (Ocean’s Eleven). Był główną gwiazdą jako Jonah Williams w komediowym westernie Johna Sturgesa Sierżanci 3 (Sergeants 3, 1962) i wykonując przebój filmu „What Kind of Fool Am I?”. W 1965 był nominowany do Tony Award za rolę Joego Wellingtona w musicalu Golden Boy, gdzie pojawił się pierwszy międzyrasowy pocałunek na Broadwayu z Paulą Wayne.

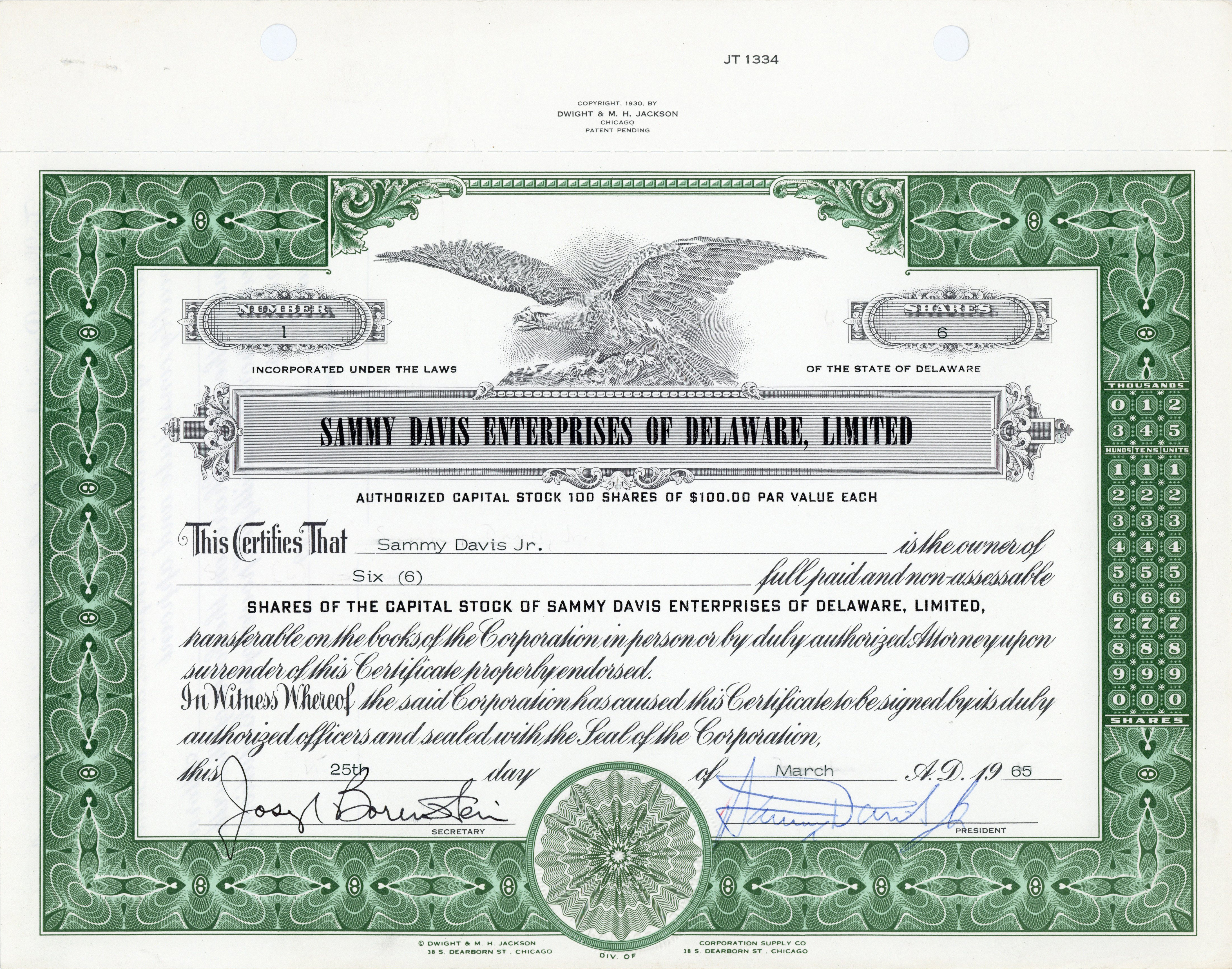
Akcja założycielska nr 1 Sammy Davis Enterprises of Delaware, Ltd. na 6 udziałów po 100 USD każdy, wyemitowana 25 marca 1965 r., zarejestrowana na Sammy’ego Davisa Jr. i nosząca jego odręczny podpis jako prezesa. Kapitał zakładowy jego firmy produkcyjnej wynosił 10 000 USD.

W 1964 ukazał się trzeci film z udziałem Rat Pack, muzyczna komedia kryminalna Robin i 7 gangsterów (Robin and the 7 Hoods), gdzie zagrał postać Willa. Napisał dwie autobiografie: Yes I Can (1965) i Why Me? (1989). W 1966 miał swój własny program telewizyjny zatytułowany The Sammy Davis Jr. Show. W komedii szpiegowskiej Richarda Donnera Sól i pieprz (Salt and Pepper, 1968) zagrał postać Charlesa Salta, współwłaściciela klubu nocnego w Swingującym Londynie. Film okazał się hitem i powstał sequel One More Time (1970) w reż. Jerry’ego Lewisa. Wystąpił potem jako Big Daddy Brubeck w dramacie muzycznym Boba Fosse Słodka Charity (Sweet Charity, 1969) na podstawie musicalu Neila Simona z Shirley MacLaine. W czerwcu 1972 jego piosenka „The Candy Man” z filmu Willy Wonka i fabryka czekolady (Willy Wonka and the Chocolate Factory, 1971) dotarła na szczyt listy przebojów Hot 100 tygodnika „Billboard”. I został gwiazdą Las Vegas, zyskując przydomek „Pan show businessu”. Był gospodarzem własnego programu telewizyjnego Sammy and Company (1975–1977). Zagrał Littlechapa w filmie muzycznym Sammy Stops the World (1978). Pojawił się także w wielu produkcjach telewizyjnych, w tym Aniołki Charliego (1977), Tylko jedno życie (1979), Szpital miejski (1982) czy Detektyw Hunter (1989).
Jednak pod koniec lat siedemdziesiątych i przez większość lat osiemdziesiątych profil Davisa zmalał i był on głównie ograniczony do kasyna, a tournee po powrocie z 1988, które odbył z Sinatrą i Martinem, w dużej mierze nie powiodło się. Jego występ jako Little Mo w komediodramacie muzycznym Złapać rytm (Tap, 1989) u boku Gregory’ego Hinesa spotkał się z dużym uznaniem.

## Życie prywatne
Od listopada 1957 do stycznia 1958 był związany z Kim Novak. 10 stycznia 1958 ożenił się z Loray White. 23 kwietnia 1959 doszło do rozwodu. Jego przejście na judaizm spotkało się z poważnymi kontrowersjami w społeczności afroamerykańskiej, a małżeństwo z 13 listopada 1960 ze szwedzką aktorką May Britt wywołało publiczne oburzenie, a nawet groźby śmierci. Krążyła plotka lub mit, że John F. Kennedy i Robert F. Kennedy powiedzieli Frankowi Sinatrze, aby przekazał Davisowi, aby nie żenił się w maju aż do wyborów prezydenckich w 1960 roku. W tym czasie małżeństwa międzyrasowe były prawnie zabronione w 31 stanach USA i dopiero w 1967 te prawa (do 17 stanów) zostały uznane za niezgodne z konstytucją przez Sąd Najwyższy Stanów Zjednoczonych. Parze udzielił ślub rabin William M. Kramer. Jednak zostało potwierdzone przez córkę Davisa i Britt Tracey, Nancy Sinatrę i dokumentalistę Sama Pollarda, że to małżeństwo spowodowało, że prezydent Kennedy odrzucił zaproszenie Davisa do występu na jego inauguracji. Z May Britt miał dwóch synów - Marka (ur. 1996) i Jeffa (ur. 1963) oraz córkę Tracey (ur. 5 lipca 1961). 19 grudnia 1968 rozwiedli się, po tym, jak Davis przyznał się do romansu z piosenkarką Lolą Falaną (1967). Po rozwodzie Davis uzależnił się od alkoholu i „znalazł ukojenie w narkotykach, szczególnie w kokainie i azotynach amylu, i krótko eksperymentował z satanizmem i pornografią”. 11 maja 1970 poślubił artystkę estradową Altovise Joanne Gore, z którą miał syna Manny’ego.
19 listopada 1954 Davis jechał z Las Vegas do Los Angeles, aby nagrać ścieżkę dźwiękową do filmu Sześć mostów na krzyż (Six Bridges to Cross). Nigdy nie dotarł do studia. Wczesnym rankiem jego Cadillac zderzył się z pojazdem, który wyjechał przed nim. Odniósł masywne obrażenia twarzy, w tym złamany nos i uszkodzenie lewego oka tak poważne, że musiało zostać zastąpione plastikowym. Jako wytrawny profesjonalista wrócił na scenę zaledwie dwa miesiące później.
Davis miał skomplikowane relacje z czarną społecznością i spotkał się z krytyką po publicznym wsparciu prezydenta Richarda Nixona w 1972 roku. Pewnego dnia na polu golfowym z Jackiem Bennym zapytano go, jakie jest jego upośledzenie. „Upośledzenie?” - zapytał. „Porozmawiajmy o upośledzeniu. Jestem jednookim Murzynem, który jest Żydem”. To miało się stać charakterystycznym komentarzem, opisanym w jego autobiografii i wielu artykułach”.

## Śmierć
Zmarł 16 maja 1990 w wieku 64 lat w Beverly Hills na raka przełyku.

## Filmografia
- The Jack Benny Program (1950–1965) jako on sam (gościnnie)
- Disneyland (1954–1990) jako on sam (1955) (gościnnie)
- Zane Grey Theater (gościnnie, 1956–1961)
- Spotkajmy się w Las Vegas (Meet Me in Las Vegas, 1956) jako on sam (niewymieniony w czołówce)
- The Rifleman (1958–1963) jako Tip Corey (gościnnie)
- Lawman (1958–1962) jako Willie Shay (gościnnie)
- 77 Sunset Strip (I, 1958–1964) jako Kid Pepper (gościnnie)
- Porgy i Bess (Porgy and Bess, 1959) jako Sportin' Life
- Pepe (gościnnie, 1960)
- Ryzykowna gra (1960) jako Josh Howard
- Frontier Circus (1961–1962) jako Cara (gościnnie)
- The Dick Powell Show (1961–1963) jako Gabe Masters (gościnnie)
- Ben Casey (1961–1966) jako Allie Burns (gościnnie)
- Dreigroschenoper, Die (1962) jako Bard
- Sergeants 3 (1962) jako Jonah Williams
- Johnny Cool (1963) jako Wykształcony
- Prawo Burke’a (Burke’s Law, 1963–1966) jako Cortwainer Bird (gościnnie)
- Robin i 7 gangsterów (Robin and the 7 Hoods, 1964) jako Will
- I Dream of Jeannie (1965–1970) jako on sam (gościnnie)
- The Wild Wild West (1965–1969) jako Jeremiah (gościnnie)
- Sammy Davis and the Wonderful World of Children  (1965)
- Koszmar w słońcu (Nightmare in the Sun, 1965) jako kierowca ciężarówki
- Alice in Wonderland or What’s a Nice Kid Like You Doing in a Place Like This? (1966) jako Kot z Cheshire
- The Danny Thomas Hour (1967–1968) jako Chris Christiansen (gościnnie)
- The Carol Burnett Show (on sam, 1967–1978)
- Here’s Lucy (1968–1974) jako on sam (gościnnie)
- Sól i pieprz (Salt and Pepper, 1968) jako Charles Salt
- The Mod Squad (1968–1973) jako ojciec John Banks (gościnnie)
- The Courtship of Eddie’s Father (1969–1972) jako Rodney River Jr. (gościnnie)
- Słodka Charity (Sweet Charity, 1969) jako Big Daddy
- The Flip Wilson Show (1970–1974) jako on sam (gościnnie)
- V.I.P.-Schaukel (1971) jako on sam (gościnnie)
- Diamenty są wieczne (Diamonds Are Forever, 1971) jako Gracz w kasynie (niewymieniony w czołówce)
- Poor Devil (1973) jako Sammy
- Chico and the Man (1974–1978) jako on sam (1975) (gościnnie)
- The Jeffersons (1975–1985) jako on sam (gościnnie)
- Fantasy Island (1978–1984) jako Edward Ross Sr. (gościnnie)
- Archie Bunker’s Place (1979–1983) jako on sam (gościnnie)
- Wyścig armatniej kuli (The Cannonball Run, 1981) jako Fenderbaum
- Heidi's Song (1982) jako Head Ratte (głos)
- Cracking Up (1983) jako pan Billings
- The Cosby Show (1984–1992) jako Ray Palomino (gościnnie)
- Detektyw Hunter (Hunter, 1984–1991) jako Benny Schafer (gościnnie)
- Wyścig armatniej kuli II (Cannonball Run II, 1984) jako Fenderbaum
- Alicja w krainie czarów (Alice in Wonderland, 1985) jako Gąsienica
- Dyktator z Paradoru (Moon Over Parador, 1988) jako on sam
- Złapać rytm (Tap, 1989) jako Mały Mo

## Dyskografia

### Decca Records
- 1955 Starring Sammy Davis, Jr.
- 1955 Just for Lovers
- 1956 Mr Wonderful
- 1956 Here’s Looking at You
- 1957 Boy Meets Girl (wraz z Carmen McRae)
- 1957 Sammy Swings
- 1958 Mood to Be Wooed
- 1959 Porgy i Bess
- 1959 Sammy Davis, Jr. at Town Hall
- 1960 Got a Right to Swing
- 1960 Sammy Awards
- 1961 Mr Entertainment
- 1963 Forget-Me-Nots for First Nighters
- 1965 Try a Little Tenderness

### Reprise Records
- 1961 The Wham of Sam!
- 1962 Sammy Davis, Jr. Belts the Best of Broadway
- 1962 The Sammy Davis, Jr. All-Star Spectacular
- 1962 What Kind Of Fool Am I - And Other Show-Stoppers
- 1963 Reprise Musical Repertory Theatre
- 1963 As Long As She Needs Me
- 1963 Sammy Davis, Jr. at the Cocoanut Grove
- 1964 Robin and the 7 Hoods
- 1964 Sammy Davis, Jr. Salutes the Stars of the London Palladium
- 1964 The Shelter of Your Arms
- 1964 California Suite
- 1964 Sings the Big Ones for Young Lovers
- 1965 When The Feeling Hits You!
- 1965 If I Ruled the World
- 1965 The Nat King Cole Songbook
- 1965 Our Shining Hour
- 1965 Sammy's Back on Broadway
- 1966 The Summit
- 1966 The Sammy Davis, Jr. Show
- 1966 A Man Called Adam
- 1966 The Sounds of '66
- 1966 Sammy Davis, Jr. Sings and Laurindo Almeida Plays
- 1966 That’s All!
- 1967 Sammy Davis, Jr. Sings the Complete 'Dr. Doolittle'
- 1968 Lonely Is the Name
- 1968 I've Gotta Be Me
- 1969 The Goin's Great

### Motown Records
- 1970 Something for Everyone
- 1984 Hello Detroit

### MGM Records
- 1972 Sammy Davis Jr. Now
- 1977 In Person '77
- 1979 Hearin' Is Believin'